# Lijst van rijksmonumenten in Nieuwerkerk aan den IJssel
De plaats Nieuwerkerk aan den IJssel telt 14 inschrijvingen in het rijksmonumentenregister. Hieronder een overzicht.
| Object | Oorspronkelijke functie?  | Bouwjaar                                  | Architect | Locatie             | Coördinaten?                  | Nr.?   | Afbeelding                          |
| --- | ------------------------- | ----------------------------------------- | --------- | ------------------- | ----------------------------- | ------ | ----------------------------------- |
| "Gele brug", ophaalbrug. Aan het einde van de Dorpsstraat een houten ophaalbrug, die de verbinding vormt met de Parallelweg-Zuid.                                | Brug                      | 19e eeuw                                  |           | Dorpsstraat bij 55  | 51° 58' 14" NB, 4° 36' 24" OL | 30438  | Meer afbeeldingen                   |
| "Geertuida-hoeve" Boerderij, links onderkelders. Rieten wolfdak met schoorsteen, waarop een sierbekroning. Vensters met luiken en zesruitsschuiframen. Karnhuis  | Boerderij                 | 1849 (steen)                              |           | Eerste Tochtweg 25  | 51° 59' 11" NB, 4° 36' 22" OL | 30439  | Meer afbeeldingen                   |
| "Lange-Hof". Arbeidershuisje met riet gedekt, ooit behorende bij de boerderij met dezelfde naam                                                                  | Bedrijfs-,fabriekswoning  |                                           |           | 's-Gravenweg 3      | 51° 56' 49" NB, 4° 36' 21" OL | 30440  | Meer afbeeldingen                   |
| Hoeve "Nooit Gedacht". Boerderij met rechts een uitgebouwde opkamer. Gepleisterde voorgevel; vensters met luiken en rieten schilddak. Zomerhuis op het erf       | Boerderij                 | 18e eeuw                                  |           | 's-Gravenweg 8      | 51° 56' 49" NB, 4° 36' 17" OL | 30442  | Meer afbeeldingen                   |
| Boerderij met rechts uitgebouwde opkamer. De hoeve draagt een rieten wolfdak; de opkamer heeft een zadeldak                                                      | Boerderij                 | 18e eeuw                                  |           | 's-Gravenweg 10     | 51° 56' 50" NB, 4° 36' 18" OL | 30443  | Meer afbeeldingen                   |
| Hoeve "Langehof". Boerderij met dwars gebouwd woongedeelte. Rechts een opkamer. Vensters met luiken en zesruitsschuiframen                                       | Boerderij                 | waarschijnlijk 18e eeuw                   |           | 's-Gravenweg 16     | 51° 56' 52" NB, 4° 36' 20" OL | 30444  | Meer afbeeldingen                   |
| Hoeve "Bouwlust". Boerderij met dwars woonhuis onder rieten wolfdak. In de rechter zijgevel vensters met oude kozijnen en luiken uit de bouwtijd. Stal vernieuwd | Boerderij                 | waarschijnlijk 18e eeuw                   |           | 's-Gravenweg 72     | 51° 57' 8" NB, 4° 36' 51" OL  | 30446  | Meer afbeeldingen                   |
| Hoeve "Het Meerkoetennest" met stal | Boerderij                 | 1657 (hoeve) tweede helft 19e eeuw (stal) |           | Groenendijk 259     | 51° 57' 35" NB, 4° 37' 22" OL | 30447  | Hoeve "Het Meerkoetennest" met stal |
| Steenoven "De Olifant". Aan de Groenendijk tegenover Ouderkerk aan den IJssel                                                                                    | Industrie                 | waarschijnlijk eerste helft 19e eeuw      |           | Groenendijk bij 311 | 51° 57' 29" NB, 4° 38' 31" OL | 30448  | Meer afbeeldingen                   |
| Steenovens Klein Hitland. Aan de Groenendijk ten z.o. van het dorp vier open veldsteenovens                                                                      | Industrie                 | waarschijnlijk eerste helft 19e eeuw      |           | Klein Hitland 4-7   | 51° 57' 29" NB, 4° 38' 31" OL | 30449  | Meer afbeeldingen                   |
| Hervormde Kerk | Kerk en kerkonderdeel     | begin 16e eeuw                            |           | Kerkgang 3          | 51° 58' 13" NB, 4° 36' 18" OL | 30450  | Meer afbeeldingen                   |
| Villa "Buitenlust": villa | Woonhuis                  | 1884                                      |           | 's-Gravenweg 182    | 51° 57' 37" NB, 4° 37' 14" OL | 511301 | Villa "Buitenlust": villa           |
| Villa "Buitenlust": toegangshek | Erfscheiding              | 1884                                      |           | 's-Gravenweg 182    | 51° 57' 37" NB, 4° 37' 14" OL | 511302 | Villa "Buitenlust": toegangshek     |
| Windlust | Industrie- en poldermolen | 1776 / 2004 (herbouwd)                    |           | Kortenoord 3        | 51° 58' 9" NB, 4° 37' 43" OL  | 508071 | Meer afbeeldingen                   |